# شيماء الحيالي
شيماء الحيالي سياسية عراقية يشغل منصب وزير التربية العراقية حاليا ولد في 28 يناير 1979 في مدينة الموصل شمال العراق.